# Haplocochlias
Haplocochlias is een geslacht van weekdieren uit de klasse van de Gastropoda (slakken).
De wetenschappelijke naam voor het geslacht werd in 1864 gepubliceerd door Philip Pearsall Carpenter.

## Soorten
- Haplocochlias arawakorum Rubio & Rolán, 2015
- Haplocochlias arrondoi Rubio, Fernández-Garcés & Rolán, 2013
- Haplocochlias bellus (Dall, 1889)
- Haplocochlias bieleri Rubio, Fernández-Garcés & Rolán, 2013
- Haplocochlias calidimaris (Pilsbry & McGinty, 1945)
- Haplocochlias christopheri Rubio & Rolán, 2015
- Haplocochlias compactus (Dall, 1889)
- Haplocochlias concepcionensis (Lowe, 1933)
- Haplocochlias cubensis Espinosa, Ortea & Fernández-Garcés, 2007
- Haplocochlias cyclophoreus Carpenter, 1864
- Haplocochlias erici (Strong & Hertlein, 1939)
- Haplocochlias francesae (Pilsbry & McGinty, 1945)
- Haplocochlias garciai Rubio, Fernández-Garcés & Rolán, 2013
- Haplocochlias harryleei Rubio, Fernández-Garcés & Rolán, 2013
- Haplocochlias karukera Rubio & Rolán, 2015
- Haplocochlias loperi Rubio, Rolán & Lee, 2013
- Haplocochlias lucasensis (Strong, 1934)
- Haplocochlias lupita Espinosa & Ortea, 2013
- Haplocochlias minusdentatus Rubio, Rolán & Redfern, 2013
- Haplocochlias moolenbeeki De Jong & Coomans, 1988
- Haplocochlias multiliratus Rubio, Fernández-Garcés & Rolán, 2013
- Haplocochlias nunezi Espinosa, Ortea & Fernández-Garcés, 2005
- Haplocochlias onaneyi Espinosa, Ortea & Fernández-Garcés, 2005
- Haplocochlias ortizi Espinosa, Ortea & Fernández-Garcés, 2005
- Haplocochlias pacorubioi Rubio, Fernández-Garcés & Rolán, 2013
- Haplocochlias panamensis Rubio, Fernández-Garcés & Rolán, 2013
- Haplocochlias pauciliratus Rubio, Rolán & Lee, 2013
- Haplocochlias risoneideneryae Barros, Santos, Santos, Cabral & Acioli, 2002
- Haplocochlias swifti Vanatta, 1913
- Haplocochlias turbinus (Dall, 1889)
- Haplocochlias williami Barros, Santos, Santos, Cabral & Acioli, 2002